# ريد بل أرينا (نيوجيرسي)
ملعب سبورتس إلوستريتد (Sports Illustrated Stadium) ، سابقًا ملعب ريد بول أرينا  لكرة القدم يقع في نيو جيرسي على الواجهة البحرية لمركز مدينة نيوآرك، نيوجيرسي. وهو ملعب نادي نيويورك ريد بولز المنافس في الدوري الأمريكي لكرة القدم و له قدرة 25189 متفرج وو له سقف شفاف يحمي المشجعين من الشمس والمطر الخفيف.

## صور من الملعب

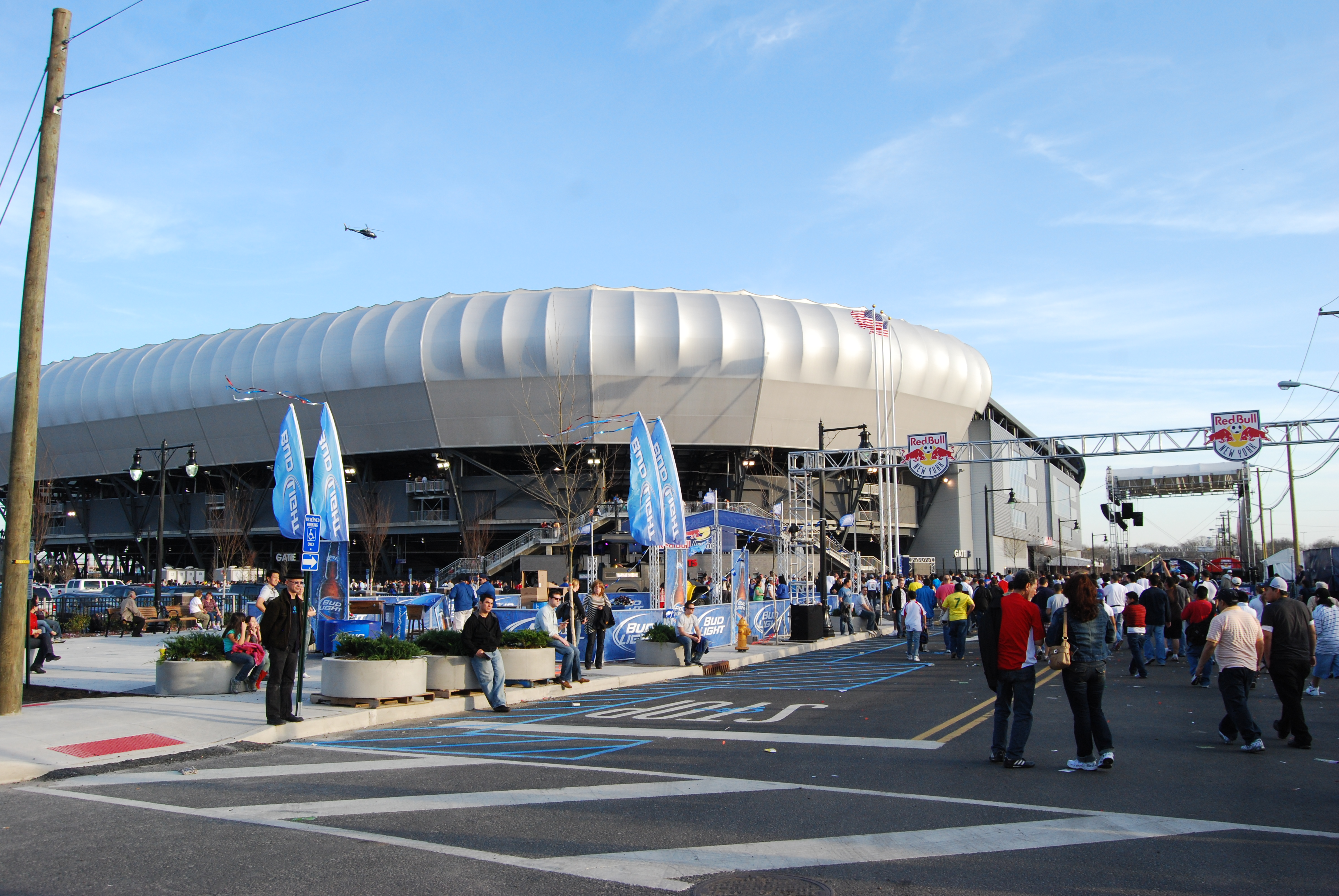
صورة للجماهير تتوافد إلى الملعب قبل المباراة.
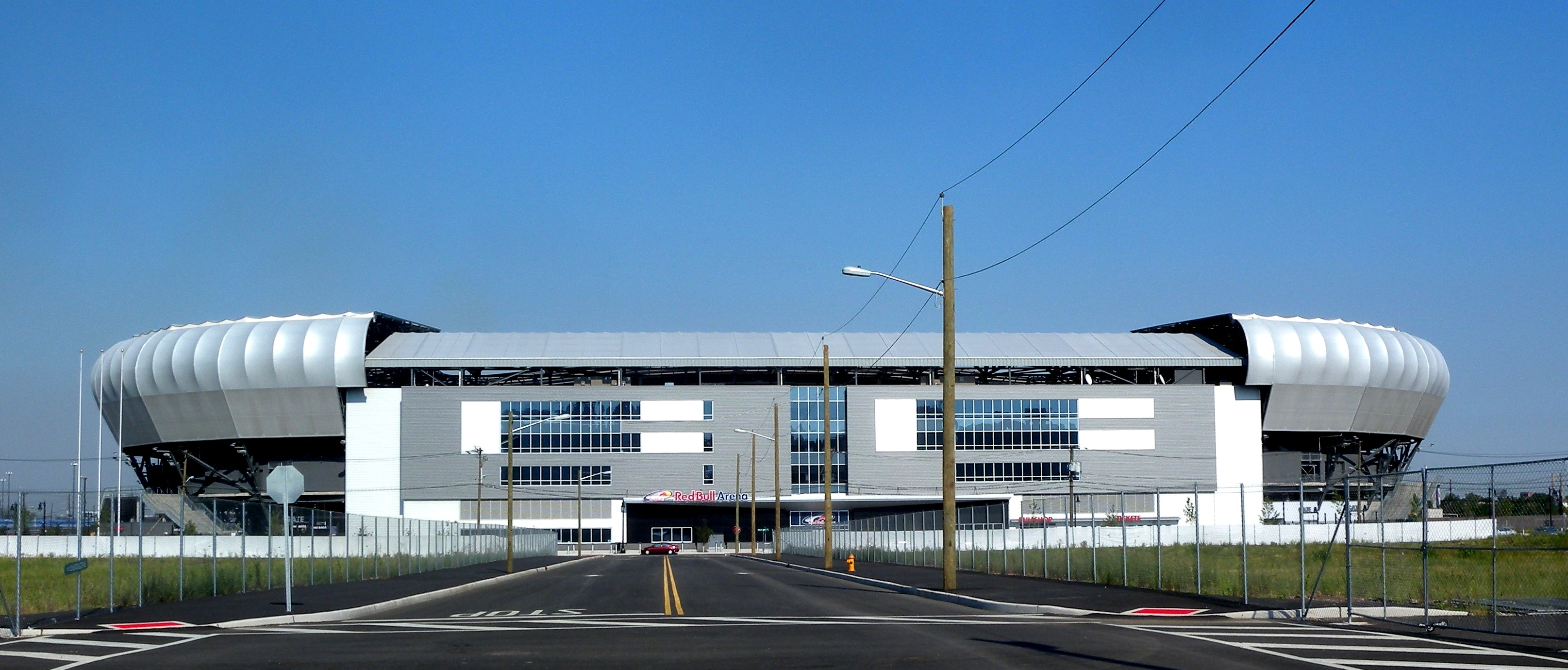
صورة لمدخل الفرق من خارج الملعب.
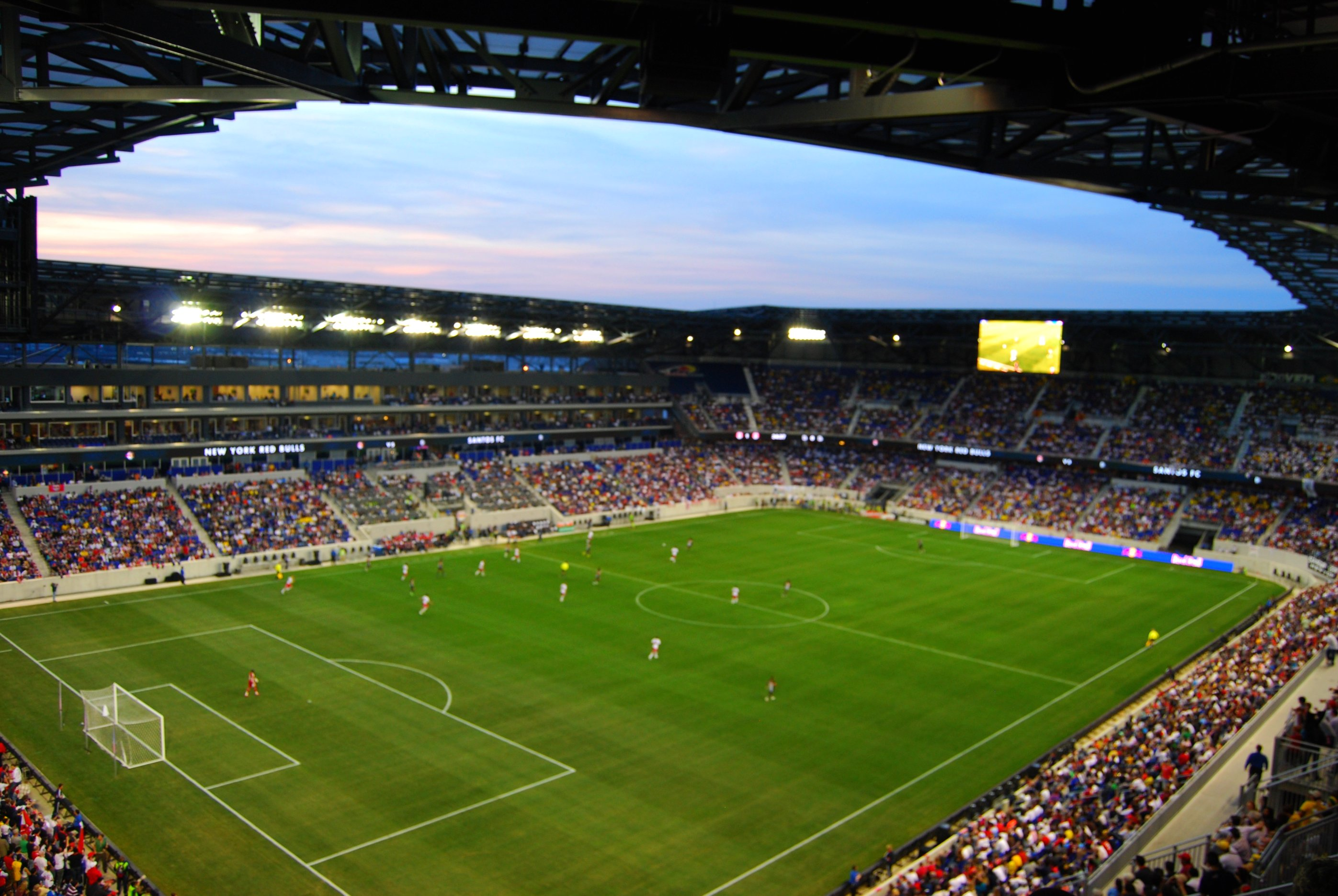
صورة للملعب ممتلئ بالجماهير.